# Virózy včel
Virózy včel jsou choroby včely medonosné způsobené viry. Z chovatelského hlediska byla jejich role zanedbatelná. Význam včelích viróz vzrostl s rozšířením cizopasného roztoče kleštíka včelího. Tento škůdce se ukázal jako hlavní přenašeč virových infekcí v populaci včel. Výzkumy napovídají, že jako mezihostitel zvyšuje patogenitu některých druhů viru.
Nárůst virových infekcí včelstev na začátku 21. století časově předcházel a je tudíž jednou z možných příčin dosud neobjasněného jevu Colony Collapse Disorder (CCD) neboli syndromu zhroucení včelstev.

## Virózy známé v r. 2008
- virus deformovaných křídel, Deformed Wing Virus (DWV)
- virus pytlíčkovitého plodu, Sacbrood Virus (SBV)
- virus černání matečníků Black Queen Cell Virus (BQCV)
- virus akutní paralýzy včel Acute (Bee) Paralysis Virus (ABPV)
- virus chronické paralýzy včel Chronic (Bee) Paralysis Virus (CBPV)
- kašmírský virus Kashmir Bee Virus (KBV)

### DWV
Virus deformovaných křídel, anglicky Deformed Wing Virus, je rozšířené infekční virové onemocnění včely medonosné. Za normálních okolností vyvolává zmíněný virus latentní infekci. Znamená to, že přítomnost viru ve včelí populaci sama o sobě nepůsobí žádné zjevné škody. Situace se mění v okamžiku, kdy do včelstva proniká kleštík včelí. Jakmile je virus přenesen prostřednictvím cizopasného roztoče, projeví se jeho patogenita ve značné síle.
Klinické příznaky
Vývoj nakaženého plodu je nedostatečný. Dospělé dělnice jsou nápadné zakrnělými a silně deformovanými křídly. Při podrobnějším zkoumání lze pozorovat vývojové poruchy na všech částech těla. Jedinec se malátně potácí a zjevně není životaschopný. Včelstvo silně napadené kleštíkem včelím vykazuje ztráty zejména v důsledku tohoto virového onemocnění.
Rozšíření
Virus deformovaných křídel se stal nejprevalentnější chorobou ve včelí populaci a to celosvětově. Příznaky infekce se projevují všude tam, kde byl zavlečen kleštík včelí. Přesto lze nízké hladiny viru nalézt i v populacích, které nejsou zasažené cizopasným roztočem.

### SBV
Virus pytlíčkovitého plodu, anglicky Sacbrood Virus. Virus napadá včelí plod i dospělce. Klinické příznaky jsou nápadné pouze u plodu
Choroba byla rozpoznána v USA v roce 1917. Virový původce byl objeven v r. 1963 ve vzorcích z Evropy, Egypta, Austrálie, Nového Zélandu a Nové Guineje.
Klinické příznaky
Pozorovatelné projevy choroby jsou patrné až po zavíčkování včelího plodu. Poslední larvální pokožka se oddělí od nové pokožky kukly, ale nesvlékne se. Exuviální tekutina se nevstřebává ale hromadí mezi starou a novou pokožkou. Obsah buňky při vyjmutí pinzetou se podobá váčku naplněnému tekutinou. V konečné fázi larva vyschne do černohnědého příškvaru na dně buňky. Člunkovitý příškvar lze snadno z buňky vyjmout

### CSBV
V r. 2001 byl na Čung-šanské univerzitě v Číně izolován čínský virus pytlíčkovitého plodu (CSBV).

### BQCV
Virus černání matečníků (BQCV), anglicky Black Queen Cell Virus. Virus napadá včelí plod všech tří kast (matka, trubec, dělnice), ale klinické projevy lze pozorovat pouze u matečníků. Infikované matečníky jsou zčernalé a vývoj plodu je předčasně ukončen úhynem larvy.
Na území Německa byl BQCV poprvé zjištěn na trubčím plodu v r. 2001.

### ABPV
Virus akutní paralýzy včel (ABPV), anglicky Acute (Bee) Paralysis Virus.
Virus je běžně obsažen v tukovém tělese (vnitřní orgán umožňující přezimování) a slinných žlázách včel. Aktivuje se proniknutím do hemolymfy (krve) včely buď přenosem z kleštíka nebo z tukového tělesa včely poškozeného sáním kleštíkem.
Patogenita viru není dosud objasněna. V laboratorních podmínkách hyne včela po 4 dnech od napadení.
Šíření viru napomáhá kleštík včelí. Sliny cizopasného roztoče obsahují bílkovinu podporující rozmnožování viru.

### CBPV
Virus chronické paralýzy včel (CBPV) anglicky Chronic (Bee) Paralysis Virus.
Přenos se děje bezprostředním kontaktem. Zvláště ve včelstvech s vysokou hustotou jedinců dochází k olamování chloupků ne těle včel. Tato drobná povrchová poškození jsou vstupní branou virové infekce.
Klinické příznaky
Včely jsou nápadně tmavě zbarvené a ztrácejí chloupky, projevují se zmateně a dezorientovaně.
Virus napadá nervový systém. Je schopen způsobit významné ztráty ve včelstvu.

### KBV
Kašmírský virus (KBV) anglicky Kashmir Bee Virus. Poprvé byl objeven v Indii na Včele východní.
V roce 2003 při zkoumání příčin hromadného kolapsu včelstev v německém Hesensku byl tento virus izolován a určen jako příčina kalamitního stavu. Šíření napomáhá kleštík včelí a hmyzomorka včelí.
V Evropě byl KBV postupně zaznamenán ve Španělsku 1995, Francii 2004, Lucembursku 2005, ve Spojeném království 2007.